# Pamlag-völgyi-hasadékbarlang
A Pamlag-völgyi-hasadékbarlang a Duna–Ipoly Nemzeti Parkban található Vértes hegységben, Csákváron lévő egyik barlang.

## Leírás
Csákvár külterületén, erdőben helyezkedik el a barlang. A barlang Csákvártól ÉÉNy-ra, egy elhagyott vadászlaktól (Annafalvi őrház) 850 m-re fekszik. A vadászháztól Ny-ra, kb. 100 m-re haladó mélyúton közelíthető meg, mely a Pamlag-völgybe vezet. Ahol az ösvény hirtelen emelkedni kezd a völgy vége felé, ott kell jobbra, vagyis a völgy ÉK-i oldalában elhelyezkedő szirtekre kimászni. A sziklaszirt a völgy aljából, a sűrű lombozaton át is látható. A barlang a sziklaszirt tetejének közelében, a völgytalptól kb. 20 m relatív magasságban van. Nagyon meredek völgyoldalon felmászva közelíthető meg. Bejárata kb. 2 m magasan nyílik a sziklaszirtben. A barlangbejárat 1,5 m széles, 4,5 m magas, természetes jellegű, hasadék alakú és vízszintes tengelyirányú. Turistatérképeken jelölve van a barlang helye barlangjellel és a barlang nevének feltüntetésével.
A triász dolomitban húzódó barlang tektonikus elmozdulás, kifagyásos kőzetaprózódás és korrózió miatt jött létre. A barlang egy nagyon látványos, 3 m magas, keskeny tektonikus hasadék, melynek bejárati része felnyílt, és egy nagy fa nő benne. A barlangbejárattól kezdve olyan hasadékként folytatódik, amely vízszintes aljzatú és kb. 1,5 m széles. Végének jobb oldalán egy ablak nyílik a felszínre. Mennyezetén és jobb oldali falán sok borsókő látszik. Kitöltése humuszból és agyagból áll. A nagyon látványos hasadékbarlang nagyon eldugott, szép helyen nyílik, és mivel minden úttól aránylag messze fekszik, ezért emberek által viszonylag érintetlen. A nehezen (meredek terepen) megközelíthető, könnyen, utcai ruhában is járható barlang megtekintéséhez nem szükséges engedély.
1984-ben volt először Pamlag-völgyi-hasadékbarlangnak nevezve a barlang az irodalmában. Előfordul a barlang az irodalmában Frádi-hasadék (Horváth 1966), Frádi hasadék (Földváry 1943), Pamlagvölgyi-hasadékbarlang (Bertalan 1976), Pamlag-völgyi–hasadékbarlang (Kocsis 1975) és Prádi-hasadék (Horváth 1966) neveken is.

## Kutatástörténet
A Természettudományi Közlöny 1943. évi 230. pótfüzetében az olvasható, hogy a természetvédelemről szóló 1935. IV. tc. alapján az Országos Természetvédelmi Tanács 1939-ben történt létrejötte óta a földművelésügyi miniszternek a vallás- és közoktatásügyi miniszterrel egyetértve hozott határozatai alapján az Országos Természetvédelmi Tanács javaslatára törvényes védelem alá került pl. a Csákvár határában (Vértes hegység) lévő Frádi hasadék és annak 10 négyszögölnyi felszíni területe (az 1941. június 20-tól a 49.952/1941. számú FM határozat alapján).
A Horváth János által (FTC barlangkutató csoport) 1966. május 17-én írt kéziratban szó van arról, hogy a Vértes hegységben, Csákváron (Fejér megye, Bicskei járás), a János-völgyben található a Frádi-hasadék. Javasolt név: Prádi-hasadék (a helyiek javaslata alapján). Csákvár templomától ÉÉNy-ra, 5,5 km-re, az annafalvi őrháztól ÉNy-ra, 1 km-re (térkép alapján mérve), 351 m tszf. magasságban (Kadić Ottokár szerint) fekszik a barlang. Megtalálását könnyebbé teszi, hogy a völgybejárat előtti tisztáson őrház van. Megközelíthető Csákvárig vonaton, vagy autóbuszon utazva, innen pedig gyalog a környei műúton, majd erdei úton (Csákvártól 1,5 órás út). A barlangot korábban (kb. 1926–1928) Kadić Ottokár kutatta. (Felhasznált szakirodalom a Magyar Barlangkutató Társulatban lévő 82. számú barlangkataszteri lap.) A Horváth János által végzett kutatás a barlangban a barlang térképének elkészítése miatt történt. A kutatást Bertalan Károly kezdeményezte.
A barlang egy hidegvizes eredetű, szenilis sziklahasadék, amelynek befoglaló kőzete triász dolomit. A barlangüregben jelentéktelen a víz munkája. Kitöltése humuszból áll. A tektonika és korrózió miatt keletkezett barlangban nincs cseppkő. A jelentéktelen üreg bejárásához nem szükséges munkaruha. Az egyenes barlang hossza a valóságban 16 m. 15 m² alapterületű (planimetrálva) és 38 m³ térfogatú. Horváth János 1966. április 11-én járt az üregben. Felmérte, lefényképezte a barlangot, majd megrajzolta a barlang térképeit. A barlang megközelítése: a Környe felé vezető műúton 3,5 km, majd a Kotló-hegy alatt ÉÉK-re, szőlők között, később erdőnyiladékban a széles János-völgyig. A messziről is látható barlang (hasadék) a völgyfő É-i oldalában nyílik. (A kéziratban lévő, piros bejegyzések Bertalan Károlytól, 1966. március 11-ből származnak.)
A Prádi-hasadék Csákvártól ÉÉNy-ra, kb. 5,5 km-re, a Kotló-hegy és a Nagybükk között húzódó János-völgyben fekszik. A völgyfőhöz közel, az É-i oldalból kibúvó utolsó sziklagerincben van. Már messziről is látható a kissé ferde, 5,5 m magas hasadékbejárat. A 8 m hosszú járható rész átlag 1 m széles. Beljebb egy 30–40 cm széles hasadékkal folytatódik. Az elülső rész keskeny talpának kitöltése törmelékes humusz, beljebb a hasadék aljzatát nagyobb, laza kőzettörmelék borítja. A hasadék felett 6–8 m vastag a mennyezet, K-i oldalfalát 2–4 m vastag kőzetréteg alkotja. Ebben a falban, a szűk hasadék előtt van egy járhatatlan, alacsony rés. Horváth János 1966. április 11-én, az FTC barlangkutató csoport munkatervének megfelelően, megint felmérte a barlangot. A felmérés bányászkompasszal és lejtmérővel történt. A helyszínen vázlatrajz készült. A terepjelentésbe bekerült a barlang alaprajz térképe, hosszmetszet térképe és 4 keresztszelvény térképe. A térképek 1:100 méretarányban ábrázolják a barlangot. A térképlapon jelölve van az É-i irány. Az alaprajz térképen és a hosszmetszet térképen megfigyelhető a 4 keresztszelvény elhelyezkedése a barlangban.

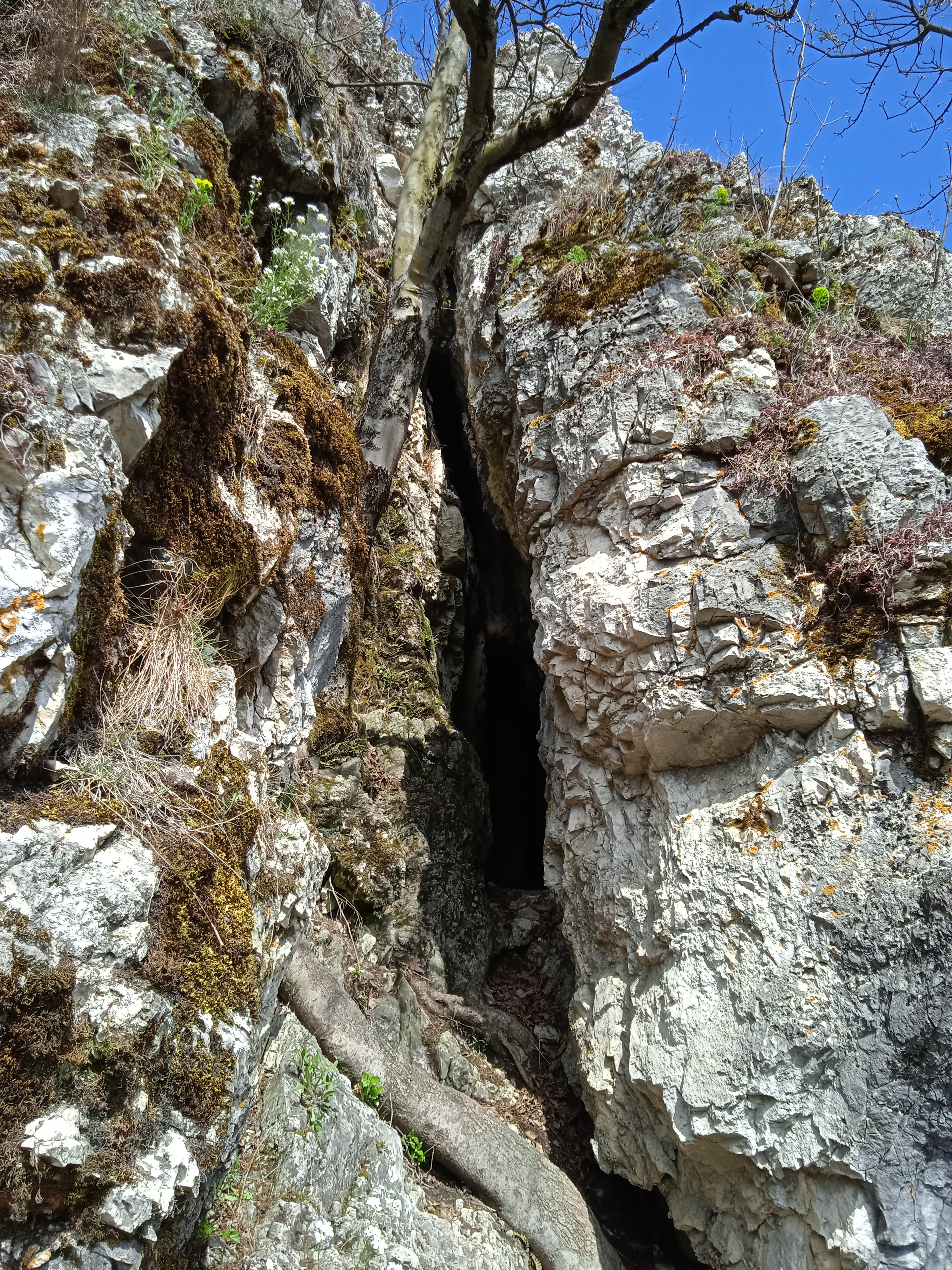
A Pamlag-völgyi-hasadékbarlang bejárata

A Kocsis Antal által írt, 1975-ben megjelent kiadványban az olvasható, hogy a Pamlag-völgyi–hasadékbarlang a Csákvárhoz közel lévő Annafalvi őrháztól ÉNy-ra, 850 m-re, közel a Pamlag-völgy Ny-i végéhez, a János-völgytől 250 m-re helyezkedik el. A Pamlag-völgy É-i oldalában, 20 m magasságban, egy 10–15 m-es sziklaszirtben van az üreg bejárata. A barlang 12 m hosszú, átlag 1,5 m széles és átlag 3 m magas. A barlangban, a bejárattól 11 m-re, ÉK-re egy 1 m széles, arasznyi átmérőjű hasadék nyílik a külszínre. A barlang vége fokozatosan elkeskenyedik, törmelék és sziklatömbök töltik ki. A hasadékban azonban tovább lehet látni. Érezhetően huzatos a barlang. Főleg a mennyezeti hasadékokban jöttek létre karfiolszerű cseppkövek, kis mészgömbök. Rovarok, pókszabásúak és denevérek élnek benne. A barlang kitöltésében egy viszonylag hosszú siklófaj elszáradt csontváza van. A füzetben publikálva lett egy olyan fekete-fehér fénykép, amely a barlang egyik, karfiolcseppköves részét mutatja be. A kiadványban lévő térképmellékleten látható a Pamlag-völgyi-hasadékbarlang földrajzi elhelyezkedése. A térképen 20-as számmal van jelölve a barlang.
Az 1976-ban befejezett, Magyarország barlangleltára című kéziratban az van írva, hogy a Vértes hegységben, Csákváron fekszik a Prádi-hasadék (Frádi-hasadék, Pamlagvölgyi-hasadékbarlang). A János-völgytől 250 m-re, a Pamlag-völgy Ny-i végéhez közel van az üreg. A Pamlag-völgy É-i oldalában, egy 10–15 m-es sziklaszirtben, 351 m tszf. magasságban nyílik a barlang bejárata. A barlang 12 m hosszú, 1,5 m széles és 3 m magas. A fokozatosan belátható, huzatos hasadék 11. méterénél egy arasznyi, szűkülő, felszínre nyíló hasadék látható. A kézirat barlangot ismertető része 2 irodalmi mű alapján lett írva.
A Bertalan Károly és Schőnviszky László által összeállított, 1976-ban megjelent Magyar barlangtani bibliográfia barlangnévmutatójában meg van említve a Vértes hegységben, Csákváron lévő barlang Frádi-hasadék néven. A barlangnévmutatóban meg van említve egy irodalmi mű, amely foglalkozik a barlanggal.
Az Alba Regia Barlangkutató Csoport által 1979-ben készített kézirat szerint a Pamlag-völgyi-hasadékbarlang a Kocsis Antal által írt kiadványban röviden le van írva. Az 1976-ban kiadott Vértes hegység turistatérképen szintén Pamlag-völgyi-hasadékbarlang néven van jelölve. A környéken élők a barlangot Frádi hasadéknak és Prádi hasadéknak nevezik. A barlang Csákvár (Fejér megye) szélén, a településtől É-ra, 4 km-re lévő Annafalvi őrháztól 290°-ra, 820 m-re, 370 m tszf. magasságban helyezkedik el. Megközelítése: az Annafalvi őrháztól az attól Ny-ra, 100 m-re haladó mélyúton kell ÉNy felé elindulni. Az út sűrű bozótos területen át vezet a Pamlag-völgybe. A völgy É-i oldalán, a harmadik mellékvölgy és a Pamlag-völgy által közrefogott dolomitszirt tetejéhez közel, a völgy talpától 20 m-rel magasabban található a barlang D-re tekintő bejárata. Ha a völgytalpon haladó útról nem sikerül észrevenni a barlangot, akkor a Pamlag-völgy D-i oldalát szegélyező gerincre felmászva biztosan észrevehető a barlang nagy, ferde hasadéka.

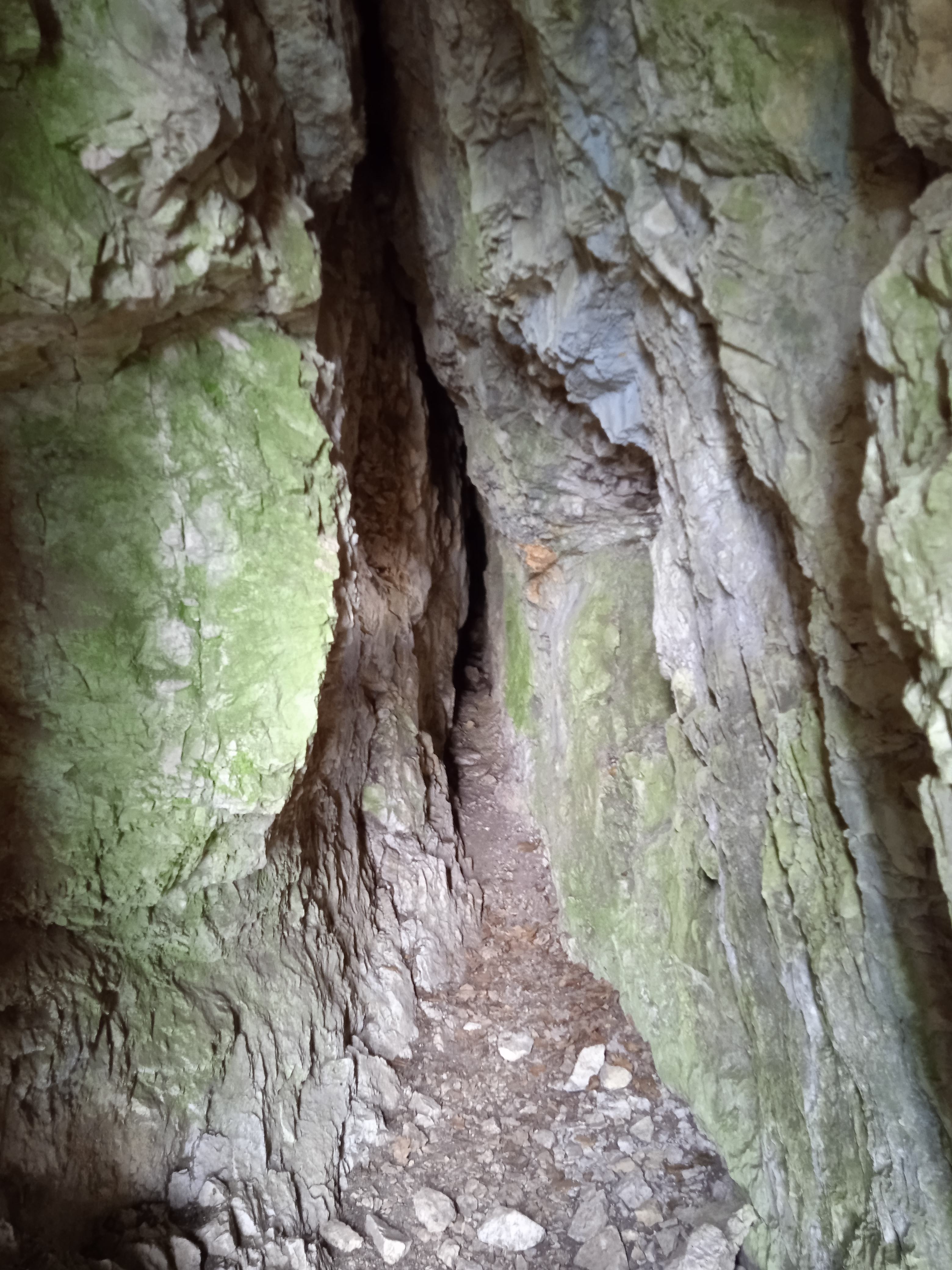
A Pamlag-völgyi-hasadékbarlang belseje

A barlang egy dolomitban kialakult tektonikus hasadék, melyet a fagy okozta kőzetaprózódás másodlagosan formált. A barlang egy 18 m hosszú, átlagosan 1,5 m széles, 3 m magas, befelé keskenyedő és alacsonyodó hasadékban van. A hasadék első 7 m-re felül nyitott. Ezen a részen egy 4 m magas és 12 cm törzsátmérőjű fa él. A hasadék elejétől számított 12. méternél, 1,6 m magasan egy 1 m széles, 15–20 cm magas, 2 m hosszú, 60° irányú hasadék van, amely a szomszédos mellékvölgybe nyílik. Emiatt az ablak miatt a barlangban huzat alakul ki. A barlang végén az elkeskenyedő hasadékot kőzettörmelék tölti ki. A barlang mennyezeti részén szép borsókövek látszanak. A barlang bejárása 1979. február 1-jén történt, ebben a téli időpontban nem lehetett találni a barlangban élő élőlényeket. A továbbkutatás a barlang jellege miatt felesleges, de a járattalp kitöltésének régészeti átvizsgálása esetleg eredményes lehet. Megtudja mutatni Gönczöl Imre az üreget.
A kéziratba bekerült a barlang alaprajz térképe, hosszmetszet térképe és 3 keresztszelvény térképe. Az alaprajz térkép használatához a térképlapon jelölve van az É-i irány. Az alaprajz térképen megfigyelhető a 3 keresztszelvény elhelyezkedése a barlangban. A térképek elkészítéséhez a barlangot Gönczöl Imre mérte fel 1979. február 1-jén. A térképeket a felmérés felhasználásával Kárpát József rajzolta meg. A kéziratban látható Vérteskozma térképe (1:25.000 méretarány). A térképen jelölve van az É-i irány. A térképen megfigyelhető a Pamlag-völgyi-hasadékbarlang földrajzi elhelyezkedése.
A kéziratban van hét olyan fénykép, amelyek szemléltetik a barlangot. Az első fényképen a barlang távolról fényképezett bejárata, a második fényképen pedig közelről fényképezett bejárata látható. A harmadik fényképen az üreg szelvénye, a negyedik fényképen pedig a barlang bejáratán át látható környezet figyelhető meg. Az ötödik fényképen az üreg mennyezetén lévő  borsókövek, a hatodik fényképen pedig a barlang bejáratától látható környezet van megörökítve. A hetedik fényképen a barlang mellékvölgybe nyíló ablaka van bemutatva. A fényképeket Gönczöl Imre készítette.
Az 1984-ben kiadott, Magyarország barlangjai című könyv országos barlanglistájában szerepel a Vértes hegység barlangjai között a barlang Pamlag-völgyi-hasadékbarlang (Frádi-hasadék, Prádi-hasadék) néven. A listához kapcsolódóan látható a Dunazug-hegység barlangjainak földrajzi elhelyezkedését bemutató 1:500 000-es méretarányú térképen a barlang földrajzi elhelyezkedése. A Béni Kornél és Viszló Levente által írt, 1996-ban napvilágot látott könyvben szó van arról, hogy a Csákvári kőfejtő barlangjától eltekintve a Pamlag-völgyi-hasadékbarlang az egyetlen komolyabb karsztos képződmény a vérteskozmai térségben. Ennek egy 18 m-es tektonikus hasadék képezi alapját, de első 7 métere felül nyitott. A 12. méternél egy másik hasadék kezdődik belőle, ami átfúródik a kőzeten és a szomszéd völgy felé nyílik ablakszerűen. Miatta mindig huzat érezhető a barlangban. Szép borsókő képződmények látszódnak az üreg mennyezetén.

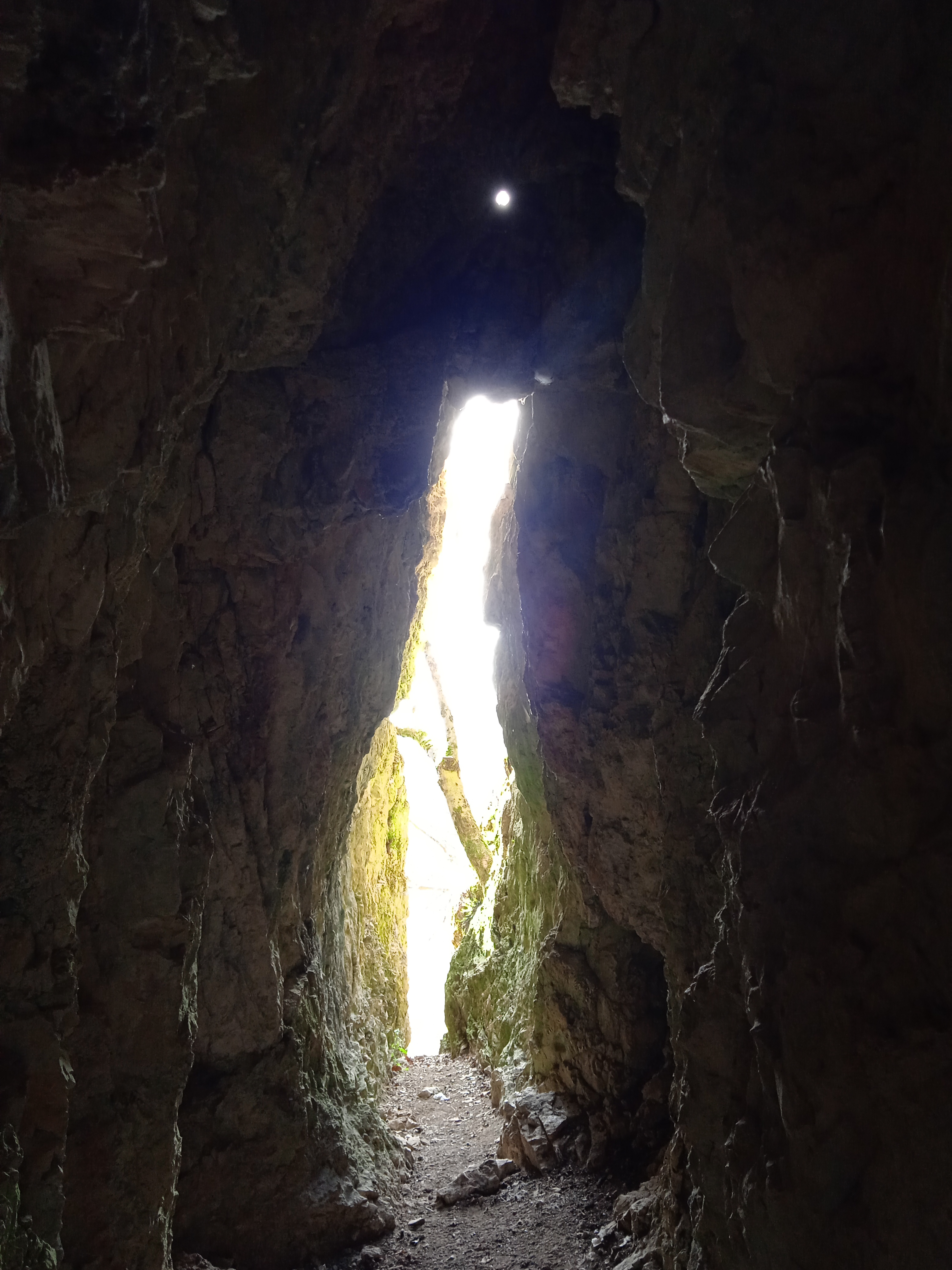
A Pamlag-völgyi-hasadékbarlang belseje

A barlang 2003. május 17-én, BTI kataszteri felvétel alapján készült nyilvántartólapja szerint a 4522-38 barlangkataszteri számú Pamlag-völgyi-hasadékbarlang (Prádi-hasadék, Frádi-hasadék, Pamlagvölgyi-hasadékbarlang) a Vértes hegységben lévő Csákváron (Fejér megye) található. Az üreg bejáratának koordinátái (Trimble Geoexplorer 3): X: 604145, Y: 232258, Z: 375. Hegyoldalon lévő sziklakibúvásban van a barlang 1,5 m széles, 4,5 m magas, természetes jellegű, hasadék alakú és vízszintes tengelyirányú bejárata. A részletesen felmért barlang 12 m hosszú, 3 m függőleges kiterjedésű, 3 m magas, 0 m mély és 12 m vízszintes kiterjedésű. Triász dolomitban húzódik az üreg. A barlang kialakulását előkészítette a tektonika. Az üreg tektonikus elmozdulás, kifagyásos kőzetaprózódás és korrózió miatt jött létre.
A hasadék (átjáró) térformájú barlang vízszintes aljzatú, és jellemző szelvénytípusa a hasadék. Borsókő figyelhető meg az üregben. Szervetlen, helyben keletkezett törmelékkitöltése kőzettörmelékből áll. Szerves kitöltése: alga. Növényevő nagyemlős látogatja. Barlangleltári szám: 31. 1975-ben lett először említve a barlang az irodalomban (Kocsis Antal). A gyakorlatilag érintetlen barlang ásványkiválásai gyakorlatilag érintetlenek, aljzata pedig taposott. A meredek terepen, nehezen megközelíthető, könnyen járható barlang megtekintéséhez nem szükséges engedély. Illetékes természetvédelmi hatóság: Duna–Ipoly Nemzeti Park Igazgatóság. A barlang felszínének védettsége: Vértesi Tájvédelmi Körzet (19/1976. OTvH határozat). Egri Csabáék ottjártakor erős állatszag, illetve sok állatürülék volt a barlangban, mely arra utal, hogy az üreget rendszeresen használják állatok.
A Juhász Márton által írt, 2007-ben kiadott tanulmányban az olvasható, hogy a Csákváron (Fejér megye) elhelyezkedő Pamlag-völgyi-hasadékbarlang (Frádi-hasadék, Prádi-hasadék) közhiteles barlangnyilvántartási száma 4522/38, UTM-kódja CT05C2. Az üreg a Pamlag-völgyben (Nagy-bükk) található. A barlang hasadék alakú bejárata 1,5 m széles és 4,5 m magas. A bejárat után egy majdnem vízszintes, átlagosan 1,5 m széles és 3 m magas hasadékjárat következik, melynek 12 m hosszú része járható. Végpontjához közel egy kis ablak nyílik a külszínre, ezért viszonylag huzatos az üreg. Felső triász dolomitban lévő törésvonal mentén, korrózió és kifagyásos kőzetaprózódás miatt keletkezett a barlang. Borsókő képződmények díszítik falait nagy felületen. Eddig csak Kocsis Antal (1975) említette, hogy a barlangban élnek denevérek. Ő azonban nem közölt fajt és egyedszámot. Az új (2003–2006. évi) ellenőrzések mindegyikének eredménye negatív lett. A barlangban végzett denevér-megfigyelésekkel kapcsolatos irodalom 1 kéziratból és 1 publikációból áll. Jelenleg nincs szükség védelmi intézkedésre, beavatkozásra. A barlang feltételesen alkalmi téli és/vagy nyári denevérszálláshelynek tekinthető a rendelkezésre álló információ alapján.

## Képgaléria

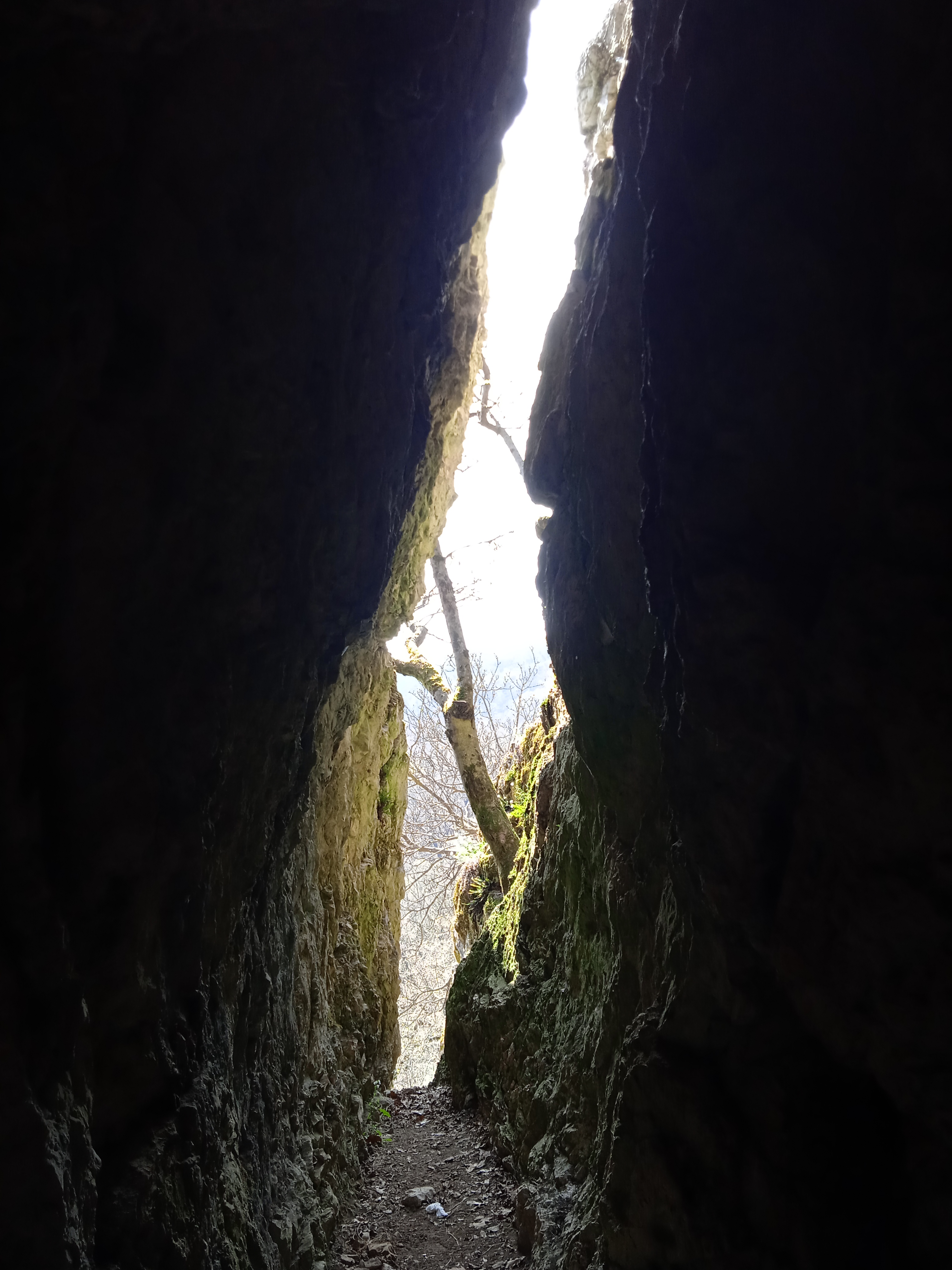
A Pamlag-völgyi-hasadékbarlang bejárati része
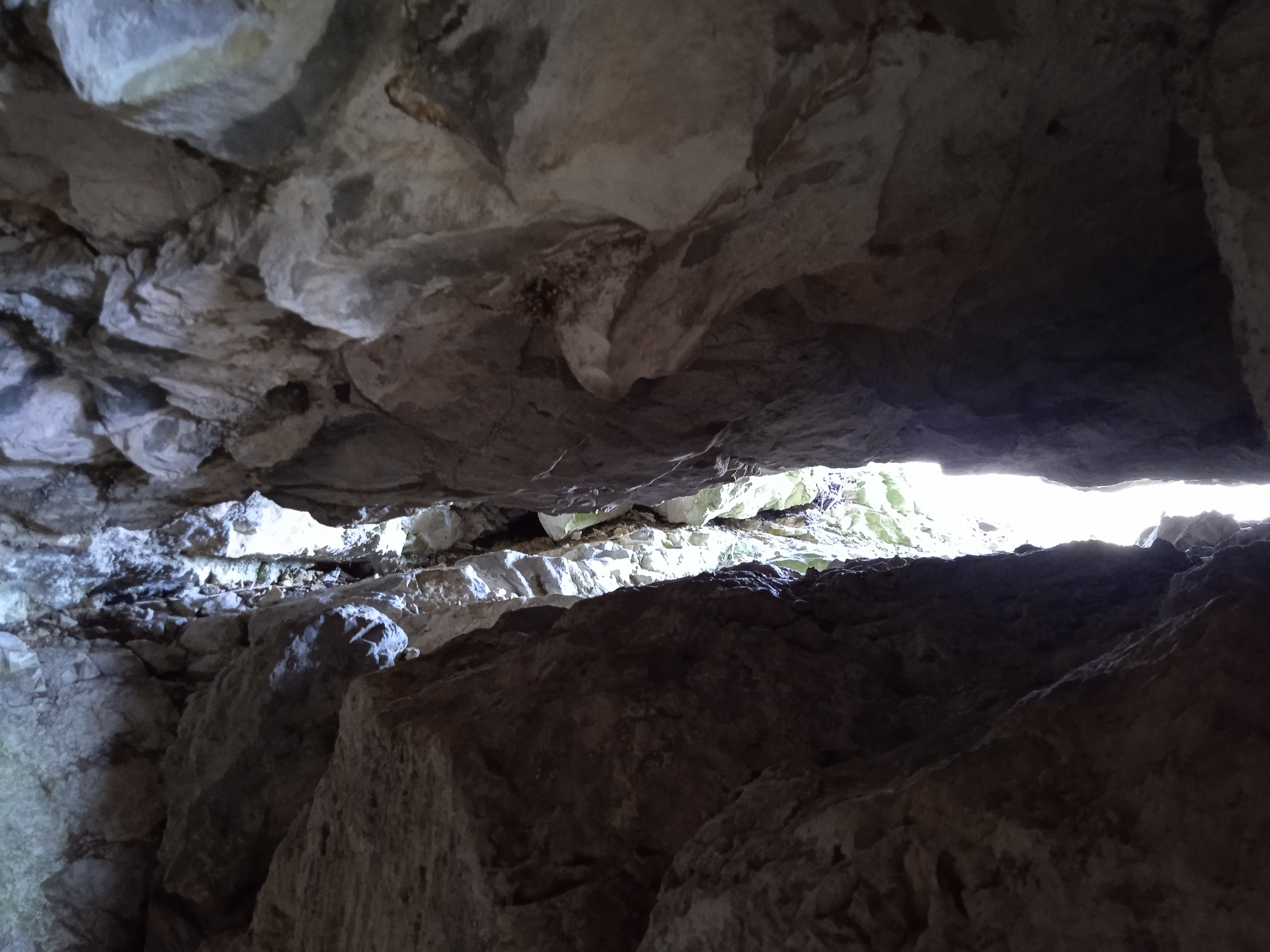
A Pamlag-völgyi-hasadékbarlang felszínre nyíló, vízszintes ablaka
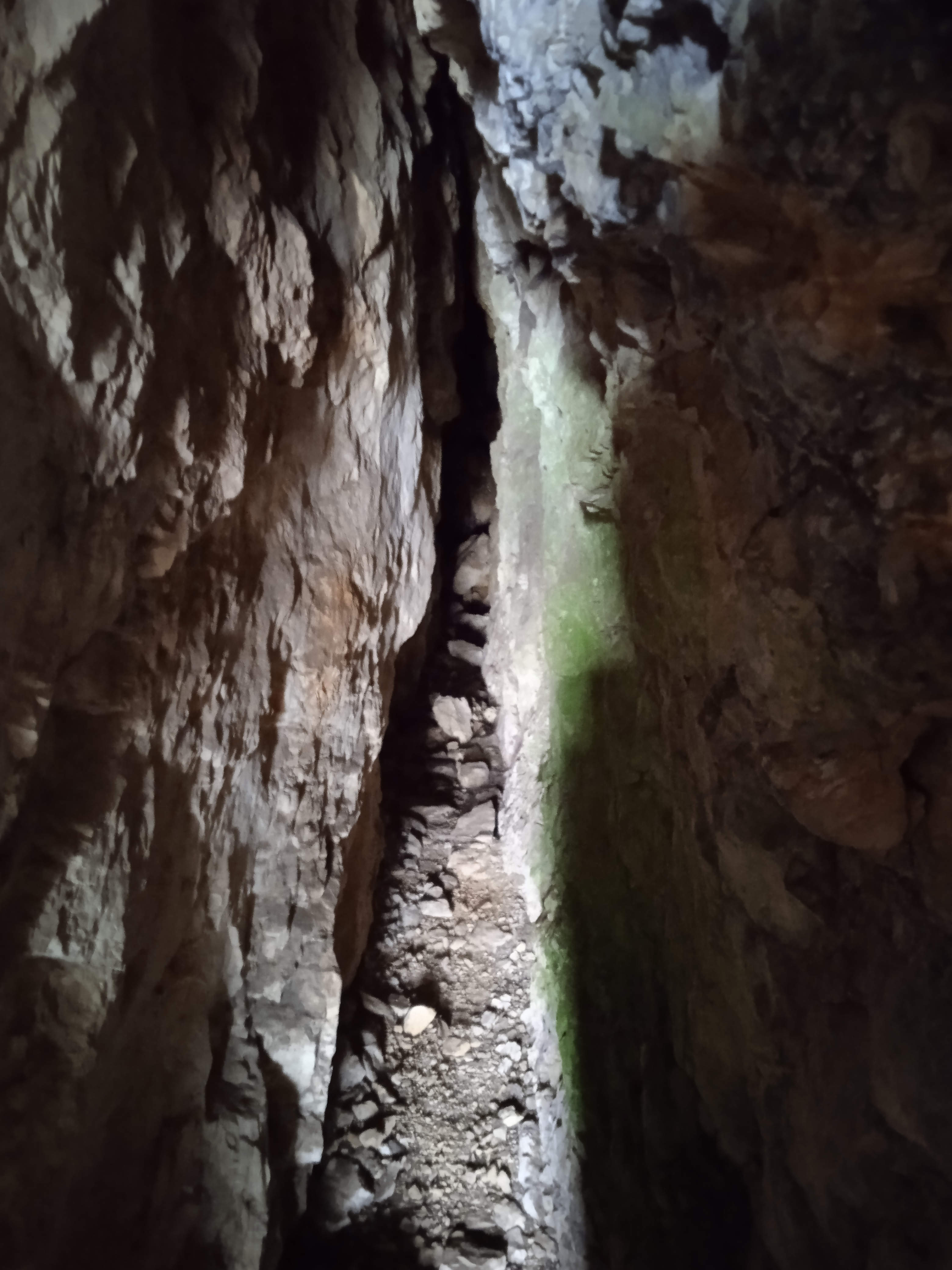
A Pamlag-völgyi-hasadékbarlang vége